# Sathya Sai Baba

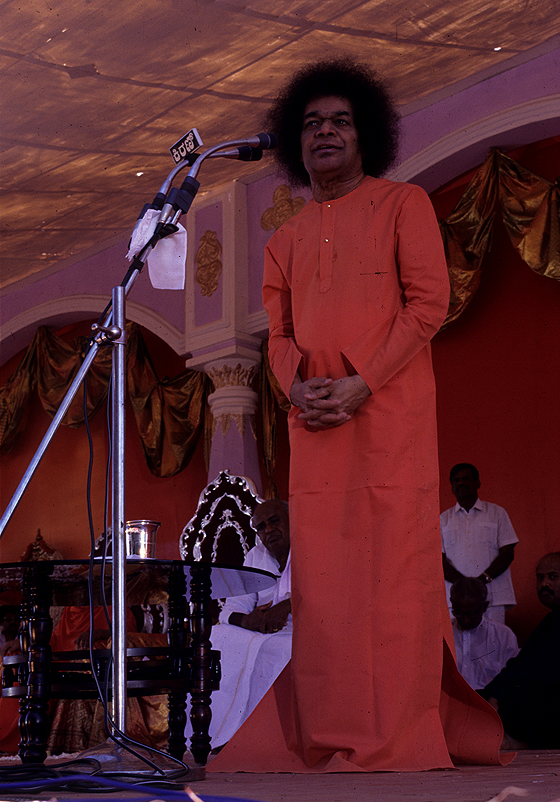
Sathya Sai Baba 1986

Sathya Sai Baba (* 23. November 1926 in Puttaparthi, Andhra Pradesh; † 24. April 2011 ebenda; bürgerlicher Name: Sathya Narayana Raju Ratnakaram) war ein indischer Guru. Anhänger seiner Lehre gibt es vor allem in Nordamerika, Europa und Indien.

## Leben

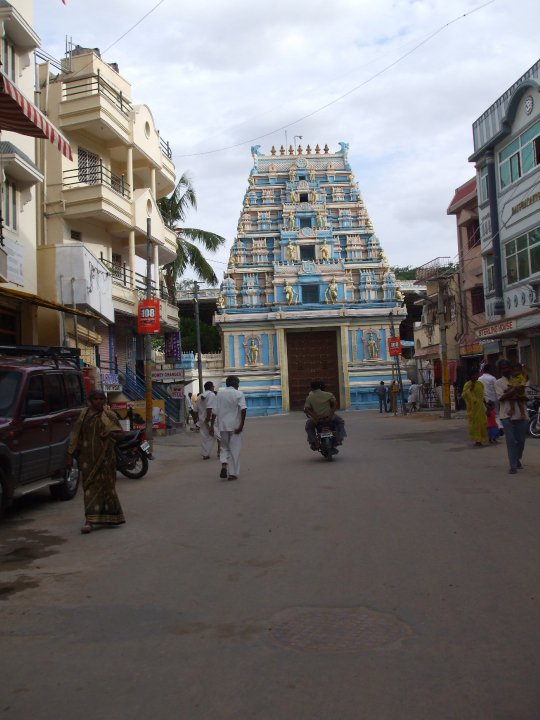
Eingang zum Prashanti Nilayam in Gestalt eines Gopuram

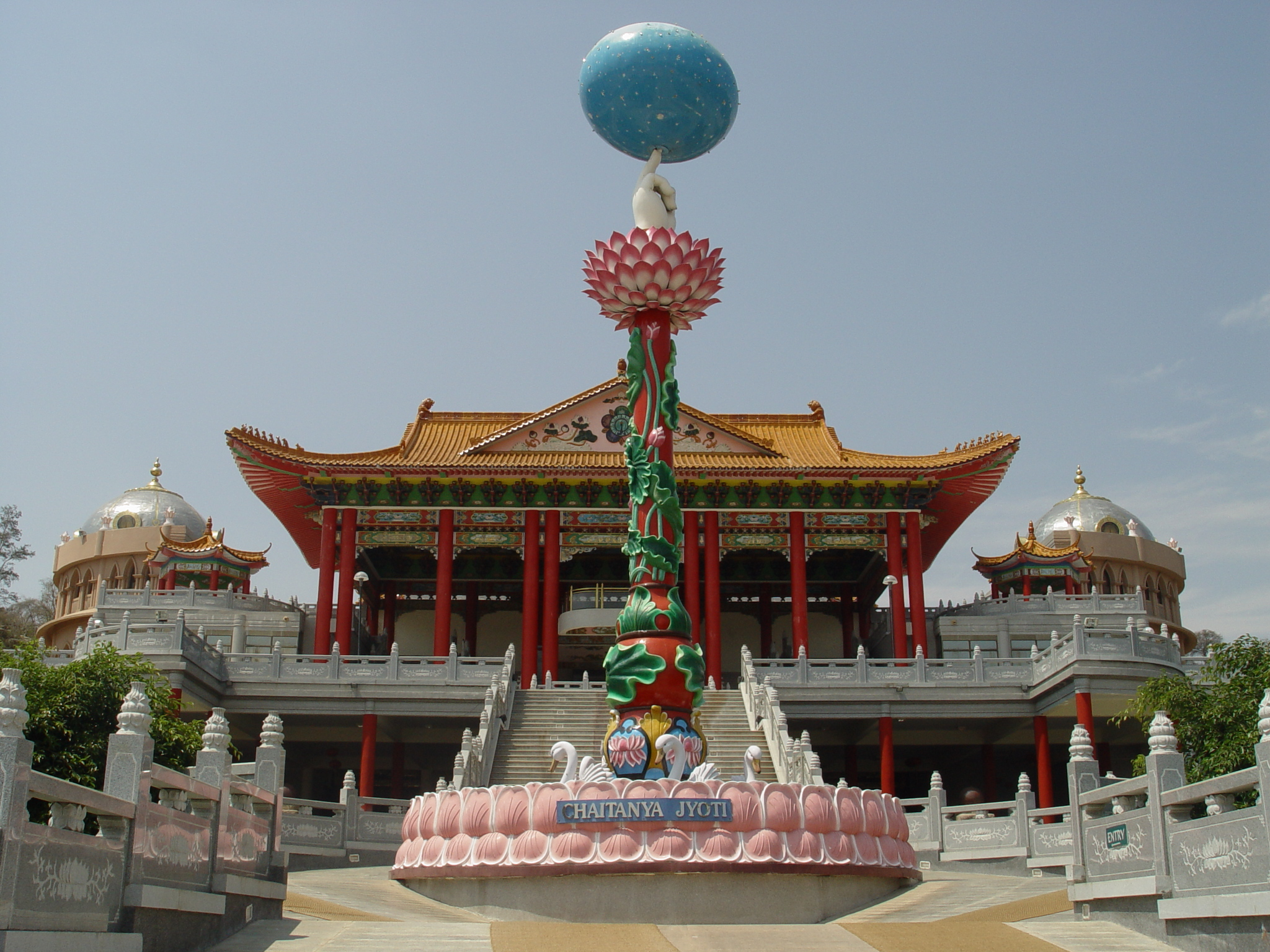
Eingang zum Chaitanya-Jyothi-Museum in Puttaparthi

Ratnakaran Sathyanarayan Raju wurde laut dem Register seiner ehemaligen Schule 1929 im südindischen Dorf Puttaparthi als Bauernsohn geboren; abweichend davon gibt der von ihm autorisierte Biograph Narayana Kasturi den 23. November 1926 als Geburtsdatum an.
Laut Kasturi habe Sathyanarayan am 23. Mai 1935 vor seiner Familie und Freunden Süßigkeiten und Blumen materialisiert und verkündet, er sei eine Reinkarnation des indischen Heiligen Shirdi Sai Baba, der 1918 verstorben war. Am 8. März 1940 sei er von einem schwarzen Skorpion gestochen worden und sei deshalb ins Koma gefallen. Einige Tage später wieder erwacht, sei er in Trance gefallen und habe alte Schriften zitiert, von denen man nicht wusste, dass er sie kenne.
1950 gründete er in Puttaparthi seinen Haupt-Ashram Prashanti Nilayam (Ort des höchsten Friedens), der sich zu einer Pilgerstätte für mehrere Tausend Menschen entwickelte. Der Brindavan Ashram in Whitefield östlich von Bangalore wurde 1960 eröffnet.
Sathya Sai Baba lebte hauptsächlich in seinen Ashrams. Indien verließ er nur einmal am 29. Juni 1968 für eine Reise nach Kenia und Uganda.
1993 wurden sechs Menschen im Tempelgebäude getötet, in dem Sathya Sai Baba bis zu diesem Zeitpunkt lebte. Vier mit Messern bewaffnete Eindringlinge töteten Babas Fahrer und einen Studenten, die beide versuchten, diese abzuwehren. Die Angreifer selbst wurden dann von Polizisten erschossen. Polizeiberichte und Medienberichte kamen zu widersprüchlichen Ergebnissen. Manche Zeitungen hielten es für einen versuchten Anschlag auf Sai Baba, andere für eine terroristische Verschwörung. Die wahrscheinlichste Erklärung für den Vorfall ist jedoch, dass es sich um „einfache Verbrecher“ handelte, die laut Zeugenaussagen eine sehr große Geldsumme im Tempel vermuteten. Seit diesem Vorfall wurden auf Wunsch der Regierung die Sicherheitsmaßnahmen im Ashram drastisch verschärft, und Sai Baba erhielt Personenschutz. Von dem Tag an wohnte Baba in den Nebenräumen der Poorna-Chandra-Halle und hat lange Zeit den Tempel, in dem das Verbrechen geschah, nicht mehr betreten.
Im März 2011 wurde Sai Baba in das Krankenhaus seiner Heimatstadt Puttaparthi eingeliefert und starb 84-jährig am Morgen des 24. April an Herzversagen. Vor den Toren des Krankenhauses versammelten sich mehrere tausend Gläubige. Das indische Fernsehen NDTV berichtete den ganzen Tag nonstop. Sai Baba hatte am 9. September 1960 die Behauptung aufgestellt, dass er weitere 59 Jahre leben werde. Einige Anhänger Sai Babas sahen darin keinen Widerspruch. In spirituellen Bereichen werde in Indien häufig ein Mondkalender zugrunde gelegt, und in Mondjahren gerechnet sei seine Vorhersage korrekt, sagten sie.
Die Regierung des indischen Bundesstaates Andhra Pradesh ordnete eine viertägige Staatstrauer vom 24. bis 27. April 2011 an und beschloss ein Staatsbegräbnis für Sai Baba.

## Soziale Hilfswerke
Sathya Sai Baba hat indienweit zahlreiche Hilfs- und Bildungswerke ins Leben gerufen. Zu den bekanntesten gehören das Sri Sathya Sai Super Speciality Hospital und das Godavari-Wasserprojekt, das die Regionen West- und Ost-Godavari des Bundesstaates Andhra Pradesh mit Trinkwasser aus dem Godavari-Fluss versorgt.

## Sathya Sai Organization
Die Sathya Sai Organization wurde 1965 von Sathya Sai Baba persönlich gegründet. Die Organisation bezeichnet sich selbst auf der offiziellen deutschen Seite als eine „nicht-religiöse spirituelle Vereinigung“. Ziel der Sathya Sai Organization ist es, ihre Mitglieder zu unterstützen, dass diese sich ihrer innewohnenden Göttlichkeit bewusst werden und ihr Leben nach den fünf menschlichen Werten Wahrheit, rechtes Handeln, Friede, Liebe und Gewaltlosigkeit ausrichten. Weiter gehört zu den Zielen, dass eine Kultur gefördert wird, die bestrebt ist, die vollkommene Einheit aller Weltreligionen herzustellen, ohne trennende Unterschiede zwischen Kaste, Sprache oder Religion. Als letztes Ziel nennt die Organisation die Unterstützung ihrer Mitglieder in ihrer spirituellen und charakterlichen Entwicklung.

## Verhaltensregeln

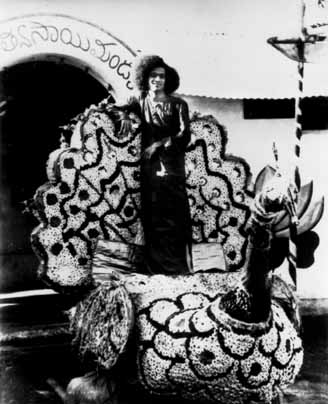
Sathya Narayana Raju Ratnakaram im Jahr 1946

Die Verhaltensregeln (Code of Conduct) sehen folgendermaßen aus:
1. Täglich meditieren und beten.
2. Einmal in der Woche mit Familienmitgliedern singen oder beten.
3. Teilnahme an den Erziehungs-Programmen, wie sie von der Organisation für Kinder durchgeführt werden.
4. Mindestens einmal im Monat Teilnahme an den von der Organisation veranstalteten devotionalen Programmen.
5. Teilnahme am Dienst für die Gemeinschaft und anderen Programmen der Organisation.
6. Regelmäßiges Studium der Sai-Literatur.
7. Die Prinzipien zur „Einschränkung von Wünschen“ leben und die dadurch erzielten Ersparnisse für den Dienst am Menschen verwenden.
8. Sanft und liebevoll mit allen sprechen.
9. Es vermeiden, schlecht über andere zu sprechen, vor allem in deren Abwesenheit.

## Lehre
Anhänger von Sai Baba kommen aus verschiedenen Kasten und gehören zu unterschiedlichen Religionen. Seine Lehre zielt darauf hin, dass sich Hindus und Moslems gegenseitig tolerieren. In diesem Sinne gründete er auch keine neue Religionsgemeinschaft, sondern rief zur Einheit aller Religionen auf. Sai Baba lehrte, dass jeder Mensch durch Liebe und Hingabe seine eigene Göttlichkeit erkennen kann. Ansprachen begann er stets mit „Verkörperungen der Liebe ...“. Sathya, Dharma, Prema, Shanti, Ahimsa (Wahrheit, Rechtschaffenheit, Liebe, Frieden, Gewaltlosigkeit) bezeichnete er als die höchsten Prinzipien im Leben.
Seine Hauptlehren sind:
- Liebe – zu allen Kreaturen. Diese Liebe (Prema) sollte nicht von Eigennutz begleitet sein, wie dies bei Gattenliebe (Moha), Mutterliebe (Vatsalya), Hingabe an einen Gott (Bhakti) und Liebe zu materiellen Dingen (Ichchha) oft der Fall ist. Wenn Liebe aus Eigennutz entsteht, kann sie nicht zur spirituellen Erleuchtung führen. Liebe ist Selbst(Ego-)losigkeit. Das Erreichen der Glückseligkeit (Ananda) durch Liebe (Prema) ist die Lehre des Vedanta.
- Sozialarbeit – für andere. Dienst am Menschen ist Dienst an Gott. Dienen gibt dem Leben Bedeutung und Sinn, wie bei Hanuman, der Rama selbstlos diente. Selbstloses Dienen (Seva) wird als tätige Liebe aus einem reinen Motiv, sichtbar und greifbar gewordene Liebe Gottes in seiner Schöpfung aufgefasst. Dienen ist nicht die „niedere“ Form des Tätigwerdens in der Welt, der selbstlose Dienst ist die höchstentwickelte Form des tätigen Menschseins, in der die dem Menschen innewohnende Göttlichkeit, das wahre Wesen, einen lebendigen Ausdruck findet.
- Die eigenen Wünsche unter Kontrolle halten. Menschsein ist geprägt von unbegrenzten Wünschen. Der Mensch lebt in einer Traumwelt und vergisst das höchste Bewusstsein (Paratattva). Statt nach immer mehr Gütern zu streben, ist es besser, für die Erleichterungen der Armen und Bedürftigen zu spenden. Wünsche sind ein Gefängnis. Man sollte nicht mehr essen, als man braucht, und nicht gierig sein und nicht Zeit für sinnlose Dinge vergeuden. Der Mensch sollte seine physischen, mentalen und spirituellen Energien nicht verschwenden.
- Die Welt ist Illusion (Maya), nur Gott ist real, weil nur die Ganzheit ganz real ist. Der Vedanta spricht von einer Überlagerung der Wahrheit durch unsere trennende, interpretierende und dadurch einengende Wahrnehmung.
- Inneres Selbst – jeder Mensch ist eigentlich göttliches Bewusstsein (Atman), das im Laufe eines durch die Bindung an die grobstoffliche Hülle entstehenden Individuationsprozesses, seiner „persönlichen“ Entwicklung, lernt, sich als getrenntes Individuum wahrzunehmen und sich dabei auf verschiedenen Seinsebenen mit Hüllen (Schicksalshülle, Gedankenhülle, Gefühlshülle, Energiehülle, grobstoffliche Materiehülle) zu umgeben. Dieser Vorgang wird als natürlich verstanden. Das Tagesbewusstsein der meisten Menschen hat diese Erfahrung für sich nie ganz bewusst gemacht, ist aber im Grunde sehr wohl dazu fähig. Der Atman als Seins-, Bewusstseins- und Glückseligkeitsprinzip durchdringt, inspiriert, energetisiert und führt die anderen menschlichen Existenzbereiche, so wie die Gedanken die Gefühle und die Gefühle die Nervenfunktionen durchdringen, inspirieren, energetisieren und steuern. Stofflicher Körper, Gefühl, Denken und Erkennen sind ohne Atman leer und tot. Ein Mensch, der das wahre Selbst erkannt hat und bewusst durch sich wirken lässt (verwirklicht hat), wird durch dessen Reinheit, Kraft, Liebe und Glückseligkeit eine wahre Verkörperung dieser Seinsaspekte und ist dadurch in der Lage, die Einheit in der Polarität zu erkennen und zu leben. Das Gefängnis namens Individualität und immer wiederkehrender Reinkarnation kann so überwunden werden. Die größte Leistung der alten indischen Weisheitsforscher ist in der Entdeckung der Identität von Atman (individuelles göttliches Prinzip) und Brahman (universelles göttliches Prinzip) zu sehen. Dieser Identität ist zu verdanken, dass ein Vedantin (Anhänger des Vedanta) sagen kann: „Ich bin essentiell weder Körper, Intellekt, Gehirn, Herz noch das Ego. Ich bin essentiell das unendliche, universale Absolute (Brahman)“.
- Meditation – in Form von Mantras oder Licht-Meditation (Jyoti).[8]
- Akzeptanz aller Religionen als Wege, um das Eine (Gott) zu realisieren.
- Gewaltlosigkeit (Ahimsa), Friede, Gelassenheit (Shanti), richtiges Verhalten (Dharma), Wahrheit (Sathya) und spirituell zentrierte Liebe (Prema) als Grundlage der ersten vier und alle fünf als menschliche Grundwerte sind wesentliche Teile von Sathya Sai Babas Lehre. Eine Gesellschaft, die diese Grundwerte als verbindlich anerkennt und in das alltägliche Miteinander integriert, wird als Umgebung mit hoher Lebensqualität verstanden.
- Hingabe an Gott (Bhakti), gesprochenes oder gedankliches Rezitieren von Mantras (Japa) werden als spirituelle Übungen (Sadhana) und Befreiungsweg(e) genannt.

## Angebliche Wundertätigkeit
Seine Anhänger berichteten von spektakulären Wundern, die sie auf Sai Baba zurückführten, von Krankenheilungen (siehe auch Sanjeevini), Bilokation oder Hellsehen. Augenzeugen berichteten, Sathya Sai Baba habe sich in eine Frau umwandeln können, da er die Verkörperung von Shiva (dem männlichen Prinzip) und Shakti (dem weiblichen Prinzip) gewesen sei.
Sathya Sai Baba selbst gab vor, Vibhuti (heilige Asche) und kleine Objekte wie Ringe und Früchte „materialisieren“ zu können. Auf vielen Videoaufnahmen ist jedoch zu sehen, dass er diese Gegenstände nicht materialisierte, sondern nur aus Verstecken hervorzog und demnach bereits in seiner Hand hielt, bevor er diese schwang und mit der angeblichen Materialisation begann.
Als Sai Baba 2010 seinen Geburtstag feierte, gab ein Fernsehsender dem Vorsitzenden der Gesellschaft Indischer Rationalisten, Sanal Edamaruku, die Möglichkeit, die charakteristischen Tricks des Meisters für die Kinder zuhause zum Nachmachen vorzuführen und zu erklären.

## Kritik
Zu seinen Kritikern gehören die Rationalisten Abraham Kovoor und Basava Premanand sowie der Universitätsprofessor und ehemalige Sai-Baba-Funktionär Robert C. Priddy.

### Sexualdelikte
„In krassem Widerspruch zu den Ansprüchen als religiöser Führer stehen die fragwürdigen sexuellen Praktiken Sai Babas, die ehemalige Anhänger berichten: mit Vorliebe berühre der ‚Meister‘ männliche Anhänger an ihren Geschlechtsorganen, angeblich zum Zwecke der ‚spirituellen Reinigung‘.“
Einer der bekanntesten kritischen Berichte eines Betroffenen ist der von Conny Larsson aus Schweden, Verfasser des Buchs Hinter der Maske des Clowns („Behind the mask of the clown“).
Bereits seit den 1970er Jahren kursieren Anschuldigungen, dass Sai Baba junge Männer sexuell missbraucht habe.
Sai Babas Anhänger nehmen ihn in Schutz und führen zahlreiche Zeugen auf, die von persönlichen genitalen Berührungen nicht-sexueller Art berichten. Sie verweisen zudem auf einen offenen Brief, in dem die indische Regierung unter Atal Bihari Vajpayee und Prafullachandra Natwarlal Bhagwati – ehemaliger Chief Justice am Supreme Court of India – sowie zahlreiche weitere prominente bekennende Verehrer Sai Babas die Anschuldigungen pauschal verurteilen und das weltweit beispielhafte Lebenswerk Sai Babas betonen. In Indien sei bis 2006 keine einzige Strafanzeige gegen Sai Baba wegen sexueller Belästigung gestellt, ebenso sei eine entsprechend irrtümliche Reisewarnung des US State Departments am 17. Juli 2007 von dessen offizieller Website wieder entfernt worden.
Einige ehemalige Anhänger Sai Babas, darunter auch solche, die vormals in Organisations- und Unterstützungsstrukturen eingebunden gewesen waren, führen den Umstand, dass gegen Sai Baba oder einen seiner Geschäftspartner nie ermittelt bzw. ein negatives Urteil gesprochen wurde, u. a. auf die Korruption der örtlichen Polizei-, Justiz- und Politstrukturen zurück, deren Vertreter stark von Sai Babas Geschäften und dem starken, seinetwegen stattfindenden Tourismus finanziell und machtstrukturell mitprofitierten.

## Prominente Anhänger
Sai Baba hat viele Anhänger in der indischen Regierung und dem öffentlichen Leben. Einer der prominentesten westlichen Anhänger Sai Babas ist der kalifornische Unternehmer Isaac Tigrett, Gründer der internationalen Restaurantkette Hard Rock Cafe. Durch den Verkauf seiner Anteile für 108 Millionen US-Dollar konnte 1991 in der Wüste von Andhra Pradesh das erste Sri Sathya Sai Super Speciality Hospital des Sri Sathya Sai Medical Trust nach einem Jahr Bauzeit eröffnet werden. Ein weiterer berühmter Anhänger ist der ehemalige indische Premierminister Atal Bihari Vajpayee. Auch der ehemalige Präsident Indiens A. P. J Abdul Kalam besuchte regelmäßig Sai Babas Ashram. Der Dirigent Sergiu Celibidache versuchte, seine durch Sai Baba gewonnene Erkenntnis und sein spirituelles Bewusstsein direkt in das Musizieren einzubringen und an seine Schüler zu vermitteln. Der amtierende venezolanische Staatspräsident Nicolas Maduro zählt ebenso zu seinen Anhängern. Indra Devi benannte ihren Yogastil nach ihm Sai Yoga.